# Maszúd Peszeskján
Maszúd Peszeskján (perzsául: مسعود پزشکیان; Mahábád, 1954. szeptember 29. –) iráni politikus, szívsebész, aki 2024. július 28. óta Irán elnöke.

## Pályafutása
2001 és 2005 között egészségügyi miniszter volt. 
A 2024-es iráni elnökválasztás második fordulóját a szavazatok 54,7%-ával nyerte meg.